# Syrphus intricatus
Syrphus intricatus är en tvåvingeart som beskrevs av John Richard Vockeroth 1983. Syrphus intricatus ingår i släktet solblomflugor, och familjen blomflugor. Inga underarter finns listade i Catalogue of Life.